# كونيهيكو تاكيزاوا
كونيهيكو تاكيزاوا (باليابانية: 滝澤 邦彦) (20 أبريل 1978 في فوتشو في اليابان – )؛ هو لاعب كرة قدم ياباني سابق كان يلعب كلاعب وسط.

## وصلات خارجية
- كونيهيكو تاكيزاوا على موقع رابطة كرة القدم اليابانية للمحترفين (اليابانية)
- كونيهيكو تاكيزاوا على موقع قاعدة بيانات كرة القدم.إي يو (الإنجليزية)
- كونيهيكو تاكيزاوا على موقع Soccerway.com (الإنجليزية)
- كونيهيكو تاكيزاوا على موقع عالم كرة القدم.نت (الإنجليزية)